# Muzeum Regionalne w Bobolicach
Muzeum Regionalne w Bobolicach – muzeum z siedzibą w Bobolicach. Placówka jest miejską jednostką organizacyjną.
Pierwszą placówką muzealną w Bobolicach było Heimatmuseum, powołane z inicjatywy Związku Krajoznawstwa i Ochrony Kultury Ojczystej (Verein für Heimatschutz und Heimatkunde) w 1923 roku. Jego siedzibą były: budynek Urzędu Powiatowego (ul. Pocztowa) do 1932 roku, a następnie gmach szkoły rolniczej (ul. Pionierów). Placówka działała do lutego 1945 roku.
Do idei powołania w mieście muzeum powrócono dopiero w latach 90. XX wieku z inicjatywy Zarządu Towarzystwa Ekologiczno-Kulturalnego. Powołano Honorową Radę Organizacji Muzeum Regionalnego, której działalność doprowadziła do otwarcia w czerwcu 2002 roku Izbę Muzealną, działającą w ramach Miejsko-Gminnego Ośrodka Kultury. Siedzibą Izby były piwnice budynku MGOK przy pl. Zwycięstwa 5. Prężna działalność placówki doprowadziła do przekształcenia jej w Muzeum Regionalne, co miało miejsce w 2013 roku. Wówczas też otrzymało ono nowe pomieszczenia na piętrze budynku ośrodka.
Aktualnie w muzeum eksponowane są następujące wystawy stałe: historyczna, obejmująca również zbiory archeologiczne oraz militaria, etnograficzna, przyrodnicza oraz sztuki współczesnej. Osobną wystawę poświęcono sztuce więziennej, do której eksponaty pochodzą z organizowanych od 2009 roku wystaw twórczości więziennej zakładów Okręgowego Inspektoratu Służby Więziennej w Koszalinie.
Muzeum jest obiektem całorocznym. Wstęp jest płatny z wyjątkiem czwartków (wstęp wolny).